# Abstellbahnhof
Ein Abstellbahnhof ist ein Betriebsbahnhof, der das Abstellen von einzelnen Triebfahrzeugen und Wagen oder Wagengruppen sowie ganzen Zugkompositionen auf Abstellgleisen ermöglicht. In der Regel handelt es sich um eine an größere Personenbahnhöfe angeschlossene Gleisanlage, die dem Abstellen, Reinigen, Ausrüsten und Untersuchen der Wagen sowie der Zugbildung dient.